# Gradochortsi
Gradochortsi (en macédonien Градошорци) est un village du sud-est de la Macédoine du Nord, situé dans la municipalité de Vasilevo. Le village comptait 1744 habitants en 2002.

## Démographie
Lors du recensement de 2002, le village comptait :
- Macédoniens : 1 041
- Turcs : 683
- Roms : 5
- Autres : 15